# Di-rect
Di-rect (stilizat DI-RECT) este o formație rock olandeză din Haga, înființată în anul 1999. Componența actuală a trupei îi include pe Jamie Westland (baterie), Frans "Spike" van Zoest (chitară, voce secundară), Bas van Wageningen (chitară bas), Paul Jan Bakker (chitară) și Marcel Veenendaal (voce principală).

## Istoric

### 1999–2000: Formarea
Di-rect a luat ființă în octombrie 1999, când Jamie Westland, în vârstă de 15 ani, i-a cerut tatălui său, Dick Westland (și Dennis van Hoorn, bateristul lui Najib Amhali), să-l ajute să formeze o trupă. Alți trei adolescenți s-au alăturat, cel mai în vârstă fiind Tim Akkerman (19 ani), care a devenit solistul trupei. În câteva luni, Di-rect a finalizat un demo cu cinci piese, inclusiv melodia „Just the Way I Do”. DJ-ul Rob Stenders de la postul de radio NPO 3FM i-a văzut cântând live și a fost impresionat. Acesta a difuzat una dintre piesele demo pe postul național, ceea ce a generat un interes considerabil din partea caselor de discuri. Două luni mai târziu, Di-rect a semnat un contract cu Dino Music/EMI. Numele trupei a fost ideea basistului Bas van Wageningen. Inițial s-a scris "Direct", dar trupa a adăugat o cratimă deoarece domeniul de internet "www.direct.com" nu era disponibil. În Haga, oraș cunoscut pentru tradiția sa rock, trupa a atras rapid atenția, iar prin concerte în deschiderea formației Kane, și-a câștigat notorietate la nivel național.

### 2001–2008: Succesul cu Akkerman
În 2001, formația a lansat primul single, „Just the Way I Do”, urmat de albumul de debut, Discover. Pentru realizarea albumului Discover, au colaborat cu artiști precum Kane și Daniël Lohues (de la formația Skik). „Just the Way I Do” a devenit primul single al trupei care a intrat în clasamente în mai 2001, ajungând pe locul 24 în Dutch Top 40. Albumul a atins rapid primele poziții în Dutch Album Top 100. Ulterior, au fost lansate single-urile „My Generation” (un cover după The Who), „Inside My Head” și „Free”. Cel de-al treilea single al albumului, „Inside My Head”, a devenit primul hit de top zece al formației în Olanda, ajungând pe locul 8 în martie 2002. Videoclipul piesei a inclus-o pe gimnasta olandeză Renske Endel. Albumul a fost certificat cu aur în Olanda în ianuarie 2003.
În 2002, Di-rect a cântat la festivaluri importante precum Pinkpop, Parkpop și Lowlands, și de Koninginnedag pe Museumplein în Amsterdam. La Edison Awards din 2003, „Inside My Head” a câștigat premiul pentru Single-ul Anului.
Al doilea album al formației, Over the Moon, a fost lansat în 2003. Primele două single-uri, „Adrenaline” (coloana sonoră a filmului omonim) și „She”, au fost ambele hituri de top zece, „She” devenind cel mai mare succes al trupei până la acel moment, atingând locul 2 în Top 40 olandez. În iunie 2003, Di-rect a semnat un contract de sponsorizare cu Pepsi. Următoarele single-uri de pe album, „Rollercoaster” (un cover după formația Suburbs din Haga) și „Don't Kill Me Tonight”, au intrat și ele în clasamente, dar cu mai puțin succes. În aprilie 2004, Di-rect a primit un premiu TMF Awards pentru cel mai bun videoclip cu piesa „Rollercoaster”. Akkerman a cântat pe „Als je iets kan doen”, un single caritabil lansat sub numele Artiesten voor Azië pentru victimele cutremurului și tsunami-ului din Oceanul Indian din 2004.
Al treilea album Di-rect, All Systems Go!, a debutat pe primul loc în Dutch Albums Chart în februarie 2005, fiind primul album al formației care a reușit această performanță. Single-ul principal, „Hungry for Love”, un cover după Alistair Griffin, a ajuns pe locul 3 în Olanda. Alte două single-uri, „Cool Without You” și „Webcam Girl”, au ajuns în top 10, iar „Blind for You”, în colaborare cu pianistul clasic Wibi Soerjadi, a ajuns pe locul 13. În septembrie 2005, Di-rect a concurat împotriva formației belgiene Nailpin în emisiunea MTV olandeză Road Rally, unde au trebuit să călătorească din California până în New York City cu un singur plin de benzină și fără alte cheltuieli plătite, fiind nevoiți să își programeze propriile concerte pe parcurs pentru a face bani pentru a finaliza călătoria. Nailpin a câștigat în cele din urmă un concert în New York.
În februarie 2006, Di-rect a semnat un nou contract cu EMI pentru încă două albume. În iunie, au concertat din nou la festivalul Parkpop din Haga.
În februarie 2007, s-a născut primul copil al solistului Tim Akkerman, o fiică. Pe 9 aprilie 2007, Di-rect a lansat „A Good Thing”, single-ul principal al celui de-al patrulea album omonim, Di-rect. Acesta a ajuns pe locul 2 în Top 40 olandez. Albumul a apărut la începutul lunii martie 2007. Single-ul „I Just Can't Stand” a fost lansat pe 7 mai 2007. La sfârșitul anului 2007, al patrulea single, „Bring Down Tomorrow”, a fost ales ca piesă de titlu pentru filmul Moordwijven (regizat de Dick Maas).
În 2008, Di-rect a fost abordată de Jan Rot pentru a realiza un turneu de teatru interpretând Tommy, opera rock a formației The Who. Di-rect, fiind mari fani The Who, au fost inițial sceptici deoarece versurile erau traduse în olandeză. Considerând traducerea lui Rot excelentă, au demarat proiectul "Di-rect doet Tommy" (Di-rect interpretează Tommy), cu premiera la Rotterdam, în regia lui Jos Thie.

### 2009–2019: Schimbarea solistului
Pe 12 martie 2009, Tim Akkerman a anunțat că părăsește Di-rect pentru a se concentra pe cariera sa solo. Ultimul concert al formației cu Akkerman a avut loc pe 10 aprilie 2009 la Teatrul Oude Luxor din Rotterdam, unde formația a interpretat Tommy.
Căutarea unui nou solist a fost televizată de BNN (VARA) în emisiunea Wie is Di-rect?. Pe 8 noiembrie 2009, în finala live, Marcel Veenendaal din Arnhem a fost ales noul solist principal. Tot atunci, formația a lansat noul single „Times Are Changing” și a anunțat că Vince van Reeken se va alătura ca membru permanent la clape.
„Times Are Changing” a ajuns pe locul 11 în Top 40 olandez. Formația a avut câteva hituri minore la scurt timp după aceea, dar nu a mai reușit să intre în clasamentul single-urilor timp de șapte ani după ce „Where We Belong” (cu Fedde le Grand) a ajuns pe locul 24 în 2013. În 2014, cel de-al șaptelea album al formației, Daydreams in a Blackout, a devenit primul lor album care a ajuns pe primul loc în clasamentul albumelor olandeze în nouă ani. Vince van Reeken a părăsit formația la începutul anului 2016 pentru a se concentra mai mult pe producerea și scrierea de piese pentru alte formații. După ani de zile în care a fost membru de turneu, chitaristul Paul Jan Bakker s-a alăturat oficial formației în 2016.
În 2017, Akkerman a admis că persoane implicate în formație au plătit bani pentru a oferi Di-rect poziții mai bune în Top 40 olandez, dezvăluind că „existau agenții care puteau cumpăra hituri”. El a susținut că formația nu știa acest lucru la momentul respectiv și a spus că a simțit că succesul formației a fost devalorizat din această cauză.
În 2018, Di-rect a cântat la Pinkpop Festival pentru prima dată în 13 ani, înlocuindu-i pe The Kooks pe scena principală în ultimul moment, deoarece solistul lor, Luke Pritchard, era prea bolnav pentru a cânta.

### 2020–prezent: Revenirea în clasamente
În 2020, formația a avut un „hit de revenire” cu „Soldier On”, care a devenit primul single de top zece al formației în 13 ani, după ce a câștigat atenție ca imn al speranței în timpul lockdown-ului COVID-19 din Olanda. În 2022, Di-rect a obținut al nouălea single de top zece cu „Through the Looking Glass”, acesta fiind al doilea hit de acest fel cu Veenendaal ca solist principal.
Pentru a sărbători cea de-a 25-a aniversare a formației, Di-rect a anunțat cele mai mari concerte ale sale de până acum, cu trei spectacole la De Kuip din Rotterdam, între 12 și 14 iunie 2025. Deoarece formația a vândut 100.000 de bilete în prima oră, a fost adăugat un al treilea spectacol. Acestea sunt programate să fie ultimele concerte organizate la De Kuip înainte ca interdicția stadionului privind concertele să intre în vigoare în 2026.

## Stil muzical
Cu solistul original al formației, Tim Akkerman, muzica Di-rect a fost descrisă ca pop rock și pop-punk. De când Marcel Veenendaal a devenit solistul formației în 2009, muzica lor a luat o turnură către influențe de stadium rock și classic rock. Publicația 3voor12 a scris că Veenendaal este „un cântăreț mult mai bun” care „a făcut și formația mult mai matură”. Het Parool a menționat în 2017 că „obișnuiau să fie un fel de boy band cu chitare. Astăzi sunt un grup rock serios.”

## Membri
| Perioadă       | Componență | Albume relevante (selecție)                                                                     |
| -------------- | --- | ----------------------------------------------------------------------------------------------- |
| (1999–2009)    | - Tim Akkerman – voce principală, chitară - Frans "Spike" van Zoest – chitară, voce secundară - Bas van Wageningen – chitară bas - Jamie Westland – baterie                                         | - Discover (2001) - Over the Moon (2003) - All Systems Go! (2005) - Di-rect (2007)              |
| (2009–2016)    | - Marcel Veenendaal – voce principală - Frans "Spike" van Zoest – chitară, voce secundară - Bas van Wageningen – chitară bas - Jamie Westland – baterie - Vince van Reeken – clape, voce secundară  | - This Is Who We Are (2010) - Time Will Heal Our Senses (2011) - Daydreams in a Blackout (2014) |
| (2016–prezent) | - Marcel Veenendaal – voce principală - Frans "Spike" van Zoest – chitară, voce secundară - Bas van Wageningen – chitară bas - Jamie Westland – baterie - Paul Jan Bakker – chitară, voce secundară | - Rolling with the Punches (2017) - Wild Hearts (2020) - Sphinx (2024)                          |

## Discografie

### Albume de studio
| An   | Titlu                     | Poziție maximă în Album Top 100 (NL) | Certificări (NL) |
| ---- | ------------------------- | ------------------------------------ | ---------------- |
| 2001 | Discover                  | 14                                   | Aur              |
| 2003 | Over the Moon             | 2                                    | Aur              |
| 2005 | All Systems Go!           | 1                                    |                  |
| 2007 | Di-rect                   | 2                                    |                  |
| 2010 | This Is Who We Are        | 3                                    | Aur              |
| 2011 | Time Will Heal Our Senses | 6                                    |                  |
| 2014 | Daydreams in a Blackout   | 1                                    |                  |
| 2017 | Rolling with the Punches  | 6                                    |                  |
| 2020 | Wild Hearts               | 2                                    | Aur              |
| 2024 | Sphinx                    | 2                                    | Aur              |

### Albume live
| An   | Titlu                      | Poziție maximă în Album Top 100 (NL) |
| ---- | -------------------------- | ------------------------------------ |
| 2008 | Live & Acoustic            | 14                                   |
| 2012 | Live at Carré (DVD)        | 23                                   |
| 2023 | Residentie Orkest Sessions | 6                                    |

### Albume în colaborare
| An   | Titlu              | Poziție maximă în Album Top 100 (NL) |
| ---- | ------------------ | ------------------------------------ |
| 2008 | Di-rect doet Tommy | 53                                   |

### EP-uri
- Fired Up (2016)
- Nothing to Lose (2019)
- De duif sessions (2019)

### Single-uri selectate
| An   | Titlu                                 | Dutch Top 40 (NL) | Single Top 100 (NL) | Note                                                         |
| ---- | ------------------------------------- | ----------------- | ------------------- | ------------------------------------------------------------ |
| 2001 | „Just the Way I Do”                   | 24                | 36                  | 3FM Megahit                                                  |
| 2001 | „My Generation”                       | Tip4              | 21                  | Cover The Who                                                |
| 2002 | „Inside My Head”                      | 8                 | 14                  | Alarmschijf; 3FM Megahit                                     |
| 2002 | „Free (To Change the World)”          | 14                | 14                  | Alarmschijf                                                  |
| 2002 | „Adrenaline”                          | 10                | 11                  | 3FM Megahit                                                  |
| 2003 | „She”                                 | 2                 | 3                   | Alarmschijf; 3FM Megahit                                     |
| 2003 | „Rollercoaster”                       | 27                | 31                  |                                                              |
| 2003 | „Don't Kill Me Tonight”               | 21                | 41                  | 3FM Megahit                                                  |
| 2005 | „Hungry for Love”                     | 4                 | 6                   | Alarmschijf; Cover Alistair Griffin                          |
| 2005 | „Cool Without You”                    | 4                 | 15                  | Alarmschijf                                                  |
| 2005 | „Webcam Girl”                         | 10                | 7                   | Alarmschijf                                                  |
| 2005 | „Blind for You” (cu Wibi Soerjadi)    | 13                | 7                   |                                                              |
| 2007 | „A Good Thing”                        | 2                 | 3                   | Alarmschijf; 3FM Megahit                                     |
| 2007 | „Johnny”                              | 26                | 2                   |                                                              |
| 2007 | „Bring Down Tomorrow”                 | Tip2              | 72                  | Coloană sonoră Moordwijven                                   |
| 2009 | „Times Are Changing”                  | 11                | 2                   | 3FM Megahit; Aur (NL)                                        |
| 2010 | „This Is Who We Are”                  | 15                | 4                   | Alarmschijf                                                  |
| 2010 | „Hold On”                             | 23                | 69                  | Alarmschijf                                                  |
| 2011 | „The Chase”                           | 22                | 27                  | Alarmschijf; 3FM Megahit                                     |
| 2013 | „Where We Belong” (cu Fedde le Grand) | 24                | 44                  |                                                              |
| 2020 | „Soldier On”                          | 3                 | 18                  | Alarmschijf; NPO Radio 2 TopSong; Dublu Platină (NL)         |
| 2020 | „Color”                               | 32                | —                   | NPO Radio 2 TopSong; 538 Favourite                           |
| 2022 | „Through the Looking Glass”           | 8                 | 41                  | NPO Radio 2 TopSong; Aur (NL)                                |
| 2022 | „90s Kid”                             | 24                | —                   | Alarmschijf; NPO Radio 2 TopSong; 3FM Megahit; 538 Favourite |
| 2023 | „How My Heart Was Won”                | 26                | 65                  | NPO Radio 2 TopSong; 538 Favourite                           |
| 2024 | „My Blood”                            | 18                | 73                  | 538 Favourite                                                |

Notă: "Tip" indică o poziție în Tipparade, clasamentul pieselor care nu au intrat încă în Top 40.

## Premii și nominalizări
- 2002: Hitkrant Award – Cea mai bună prestație rock olandeză
- 2003: Edison Award – Single-ul Anului (Nescafé) pentru „Inside My Head”
- 2003: TMF Awards – Cel mai bun Rock Național
- 2003: TMF Awards – Cel mai bun videoclip pentru „Adrenaline”
- 2004: TMF Awards – Cel mai bun videoclip pentru „Rollercoaster”
- 2021: Popprijs[37]
- 2021: Gouden Notekraker
- 2023: Edison Award – Rock[38]